# Пружинино (Вологодская область)
Пружинино — деревня в Кирилловском районе Вологодской области.
Входит в состав Горицкого сельского поселения, с точки зрения административно-территориального деления — в Горицкий сельсовет.
Расстояние по автодороге до районного центра Кириллова — 18 км, до центра муниципального образования Гориц — 12 км. Ближайшие населённые пункты — Лукинское, Саутино, Якшино.
По переписи 2002 года население — 1 человек.